# Роберт Фарнан (веслувальник)
Роберт Фарнан (англ. Robert Farnan, 11 червня 1877 — 10 січня 1939) — американський академічний веслувальник.
Олімпійський чемпіон 1904 року в складі розпашної двійки без стернового.